# Nachtkühlung
Bei der Nachtkühlung (in Österreich auch Nachtspülung) wird in den Sommermonaten die Kälte der Nachtluft ins Gebäude geleitet und dort im Baukörper gespeichert, um am Folgetag ein angenehmes, zuträgliches Raumklima zu erreichen. Ziel ist es, nachts den täglichen Wärmeeintrag ins Gebäude zu kompensieren. Die Nachttemperaturen liegen in Mitteleuropa zumeist für 5 Stunden unter 21 °C.
Nachtkälte ist eine erneuerbare Energie, da zur Kälteerzeugung nur das Zusammenspiel von Sonnenstrahlung, Luft und Wasser als unerschöpfliche, natürliche Quellen genutzt wird, siehe auch nächtliche Abkühlung.

## Aktive/passive Nachtkühlung
Es wird zwischen aktiver und passiver Nachtkühlung unterschieden. Bei der aktiven Nachtkühlung erfolgt der Kältetransport mit mechanischer Unterstützung (Ventilatoren, Pumpen) und bei der passiven Nachtkühlung durch freie Lüftung (Thermik, Durchzug/Querlüftung).
Die passive Nachtkühlung ist luftgebunden und immer von der Wetterlage und dem Wind abhängig. Aufgrund der Komforteinbußen hinsichtlich der Temperatur und Durchzug bietet sich die passive Nachtkühlung für von Mitternacht bis Sonnenaufgang leerstehende Gebäude (Bürogebäude, Lagerhallen etc.) an.
Um diese Probleme zu umgehen, kommt die aktive Nachtkühlung zum Einsatz. Im einfachsten Fall wird die vorhandene Klimaanlage zu Nachtkühlzwecken im Lüftungsbetrieb – ggf. auch mit Zulufttemperatur-Minimalbegrenzung – meist mit verminderter Luftmenge betrieben. Zur Verstärkung der Kühlleistung kann auch zusätzlich eine adiabate Kühlung eingebunden werden.
Effizienter ist die aktive Nachtkühlung von multifunktionalen Wärmerückgewinnungssystemen (GSWT), bei der neben der Nachtkälte auch noch zusätzlich deren Verdunstungskälte genutzt wird. Dazu wird die adiabate Kühlung nicht mit Abluft, sondern mit Außenluft betrieben. Die Nachttemperatur fällt dadurch unter rund 17 °C und die Dauer der Nachtkühlung wird erhöht. Zur Einsparung des energieaufwendigen Lufttransports wird die Kälte auf eine Flüssigkeit übertragen und zur direkten Bauteilkühlung (auch Kühldecken etc.) verwendet. Auch besteht die Möglichkeit das kalte Wasser zusätzlich in Puffer zu speichern und erst bei tatsächlichem Kühlbedarf wieder zu entladen. Dies ermöglicht erst eine effektive Nachtkühlung, sofern der Baukörper nicht über ausreichende Speichermassen verfügt und spart zudem Heizenergie, wenn der Folgetag entgegen der ursprünglichen Annahme nicht sommerlich wird.
| Nachtkühlung                     | Nachtkühlung                      | Nachtkühlung                    | Nachtkühlung                                                                    |
| -------------------------------- | --------------------------------- | ------------------------------- | ------------------------------------------------------------------------------- |
| Passive Nachtkühlung mit Thermik | Passive Nachtkühlung mit Durchzug | Aktive Nachtkühlung mit Lüftung | Aktive Nachtkühlung zur Bauteilkühlung mit multifunktionaler Wärmerückgewinnung |